# Biggsville
Biggsville és una població dels Estats Units a l'estat d'Illinois. Segons el cens del 2000 tenia 343 habitants.

## Demografia
Segons el cens del 2000, Biggsville tenia 343 habitants, 143 habitatges, i 96 famílies. La densitat de població era de 401,3 habitants/km².
Dels 143 habitatges en un 31,5% hi vivien nens de menys de 18 anys, en un 55,2% hi vivien parelles casades, en un 7,7% dones solteres, i en un 32,2% no eren unitats familiars. En el 30,1% dels habitatges hi vivien persones soles el 16,1% de les quals corresponia a persones de 65 anys o més que vivien soles. El nombre mitjà de persones vivint en cada habitatge era de 2,4 i el nombre mitjà de persones que vivien en cada família era de 2,94.
Per edats la població es repartia de la següent manera: un 24,5% tenia menys de 18 anys, un 8,7% entre 18 i 24, un 25,4% entre 25 i 44, un 22,2% de 45 a 60 i un 19,2% 65 anys o més.
L'edat mediana era de 39 anys. Per cada 100 dones de 18 o més anys hi havia 91,9 homes.
La renda mediana per habitatge era de 35.714 $ i la renda mediana per família de 43.125 $. Els homes tenien una renda mediana de 30.833 $ mentre que les dones 16.250 $. La renda per capita de la població era de 17.215 $. Aproximadament el 6,3% de les famílies i el 7,5% de la població estaven per davall del llindar de pobresa.

## Poblacions més properes
El següent diagrama mostra les poblacions més properes.